# Eupteryx vicaria
Eupteryx vicaria är en insektsart som beskrevs av Rauno E. Linnavuori 1968. Eupteryx vicaria ingår i släktet Eupteryx och familjen dvärgstritar.
Artens utbredningsområde är Grekland. Inga underarter finns listade i Catalogue of Life.